# Valeriana sphaerocarpa
Valeriana sphaerocarpa là một loài thực vật có hoa trong họ Kim ngân. Loài này được Phil. miêu tả khoa học đầu tiên..